# روبرت إي. كولين
روبرت إي. كولين (بالإنجليزية: Robert E. Collin)‏ هو مهندس أمريكي، ولد في 24 أكتوبر 1928 في ألبرتا في كندا، وتوفي في 29 نوفمبر 2010 في أوهايو في الولايات المتحدة.